# 香美町立佐津小学校
香美町立佐津小学校(かみちょうりつ さづしょうがっこう)はかつて兵庫県美方郡香美町香住区訓谷にあった日本の公立学校である。

## 通学区域
- 相谷、安木、訓谷、無南垣、米地[1]

## 通学先中学校
- 香美町立香住第二中学校

## アクセス
- 山陰近畿自動車道　佐津ICから車で6分
- 山陰本線　佐津駅から徒歩7分

## 通学区域が隣接している学校
- 香美町立奥佐津小学校
- 香美町立柴山小学校
- 豊岡市立竹野小学校